# Vins de Tarn-et-Garonne
 (février 2019).
 (février 2019).
Si vous disposez d'ouvrages ou d'articles de référence ou si vous connaissez des sites web de qualité traitant du thème abordé ici, merci de compléter l'article en donnant les références utiles à sa vérifiabilité et en les liant à la section « Notes et références ».
Les vins du département de Tarn-et-Garonne se composent de six appellations AOC et IGP.

## Importance du vignoble
Le département compte en totalité 1 855 hectares de vignes qui produisent des AOC et des Vins de Pays.

## Fronton (AOC)
Cette appellation des départements de Tarn-et-Garonne et de la Haute-Garonne, rattachée à la région Sud-Ouest, produit des vins rouges et rosés à partir d'un cépage local : la négrette. Lorsqu'il est implanté sur un beau terroir, ce cépage donne un vin rouge puissant, noir, tannique et de bonne garde possédant une réelle personnalité marquée par des arômes de violette et de réglisse. On lui adjoint de nombreux autres cépages pour un pourcentage qui ne peut dépasser 25 % ; parmi ceux-ci : les cabernets, la syrah, le fer servadou, le côt et de manière plus confidentielle le gamay, le cinsault et le mauzac.
Les vins issus de ces assemblages sont en général plus fruités, plus souples et à boire jeunes.
Les rosés sont le plus souvent fruités et caractérisés par une faible acidité, surtout lorsque la négrette est bien représentée (Le dictionnaire du gastronome, PUF 2008).
Le rendement de base visé à l'article R. 641-73 du code rural est fixé à 50 hectolitres à l'hectare et ne doit pas dépasser 60 hectolitres à l'hectare.
La négrette, cépage très ancien et exclusif à la région, confère à ces vins fruité et finesse caractéristiques, complétée à 25 % par les cabernets, la syrah, le fer servadou, le cot ou merille, et à 15 % par le gamay, le cinsault ou le mauzac. Ses rouges sont souples et fruités, ils parviennent rapidement à leur plénitude (4 à 7 ans). Les rosés se boivent jeunes.

## Saint Sardos (AOC)
Situé au Sud-Ouest du Tarn et Garonne, le Vignoble de Saint-Sardos s'étend sur 20 communes de Tarn-et-Garonne (Beaumont-de-Lomagne, Beaupuy, Belbèse, Bouillac, Bourret, Comberouger, Cordes-Tolosannes, Escazeaux, Faudoas, Gariès, Labourgade, Lafitte, Larrazet, Mas-Grenier, Montaïn, Saint-Sardos, Savenès, Sérignac, Verdun-sur-Garonne, Vigueron) et 3 Communes en Haute Garonne. L'origine du vignoble remonte au XIIe siècle.
Les vins rouges et rosés de Saint-Sardos proviennent des cépages suivants :
- cépages principaux : syrah N, dont la proportion ne peut être inférieure à 40 % de l'encépagement, et tannat N, dont la proportion ne peut être inférieure à 20 % ;
- cépages complémentaires : cabernet franc N et merlot N, sans que la proportion de ce dernier ne puisse excéder 10 %.

Les vins proviennent obligatoirement de l'assemblage de raisins ou de vins issus d'au moins trois cépages.
Les vignes présentent une densité de plantation minimale de 4 000 pieds à l'hectare.
Le quantum à l'hectare prévu à l'article R. 641-124 du code rural est fixé à 60 hectolitres pour les vins rouges et les vins rosés.
La structure de ces vins est bien équilibrée grâce aux nuances épicées de la Syrah et les tannins du Tannat, complétée par la rondeur et les arômes fruités ou floraux du Cabernet et du Merlot.

## Lavilledieu (IGP)
Décret du 15 octobre 1947, superficie de 150 ha, production de 6 000 hl environ.
Le vignoble de Lavilledieu reconnu V.D.Q.S depuis 1947 couvre environ 150 ha, sur 13 communes, entre Montauban et Castelsarrasin (La Ville-Dieu-du-Temple, Meauzac, Barry-d'Islemade, Albefeuille-Lagarde, Montbeton, Lacourt-Saint-Pierre, Bressols, Montech, Escatalens, Saint-Porquier, Castelsarrasin, Les Barthes, Labastide-du-Temple)
Les vins rouges et rosés doivent provenir des cépages suivants :
- cépage principal : négrette N dans une proportion minimale de 10 %. À compter de la récolte 2012, cette proportion minimale est portée à 30 % ;
- cépages complémentaires : syrah N, cabernet franc N, fer N, tannat N, milgranet N, sous réserve que chacun ne dépasse pas un maximum de 25 % ;
- cépage accessoire : gamay N, dans la proportion maximale de 25 %. À compter de la récolte 2012, cette proportion maximale est portée à 10 %.

Les vins proviennent de l'assemblage de raisins ou de vins issus obligatoirement d'au moins quatre de ces cépages.
La densité de plantation doit être au minimum de 4 000 pieds à l'hectare.
Le quantum à l'hectare prévu à l'article R. 641-124 du code rural est fixé à 60 hectolitres à l'hectare.
Sa personnalité est due à un harmonieux ensemble de Negrette (30 % max.), de Cabernet Franc (25 % max.), de Gamay (25 % max.), de Syrah (25 % max.) et facultativement de Tannat (15 % max.).
Le Lavilledieu rouge, jeune, est généralement tendre, souple et s'épanouit en bouteille jusqu'à 5 ans. Pour les plus charpentés, on pourra attendre 2 à 3 ans de plus. Le Lavilledieu rosé, essentiellement à base de Negrette est très typé.

## Brulhois (AOC, anciennement AOVDQS)
Terroir étalé sur des coteaux ou en terrasses très caillouteux en bordure de la Garonne. La production représente près de 11 000 hl dont la particularité est d’offrir des arômes de fruits rouges et noirs.
Le meilleur exemple est le vin noir du Brulhois, élaboré avec les cépages Tannat, Cabernet-franc, Cabernet-sauvignon, Merlot, Côt et Fer Servadou. Ce sont des vins charnus et généreux et sont excellents en accompagnement de la cuisine traditionnelle de la Gascogne.
L'appellation Bruhlois comprend 15 communes viticoles en Tarn-et-Garonne (Auvillar, Bardigues, Castelsagrat, Caumont, Donzac, Dunes, Gasques, Montjoi, Perville, Le Pin, Saint-Cirice, Saint-Clair, Saint-Loup, Saint-Michel, Sistels), 23 en Lot-et-Garonne et 4 dans le Gers.
Le quantum à l'hectare prévu par l'article 5 du décret modifié du 30 novembre 1960 est fixé a 50 hectolitres par hectare de vigne en production.
La densité de plantation doit être au minimum de 3 300 pieds à l'hectare.
La conduite de la vigne doit être faite en taille dite « Guyot » comportant un long bois et un courson à deux yeux. La charge ne doit pas dépasser 60 000 yeux francs à l'hectare.
Les vins rouges sont élaborés après égrappage total de la vendange.
Les vins rosés doivent être obtenus par la méthode dite « de saignée de cuve ».
L'organisme de défense et de gestion de l'appellation est le syndicat de défense de l’AOC Brulhois, sis en la cave coopérative de Donzac.

## Coteaux et terrasses de Montauban (IGP)
Cépages autorisés, à l’exclusion de tout autre :
- Gamay, Merlot, Syrah, Cabernet Franc, Cabernet-Sauvignon, Tannat ; Chardonnay, Muscadelle, Sauvignon, Semillon, Ugni Blanc, Gamay Teinturier de Bouze, Gamay Teinturier de Chaudenay, ces deux derniers cépages ne pouvant représenter au maximum que 30 p. 100 de l’encépagement des parcelles produisant ces vins ;
- les cépages Abouriou, jurançon, alicante H. Bouschet, cot, sont autorisés seulement pendant quinze ans à compter de 1981.

## Coteaux du Quercy (AOC)
La production du rouge et du rosé s’étend sur 15 communes viticoles du département du Lot et 18 communes sur le département de Tarn-et-Garonne.
Les rosés sont fruités et doivent être dégustés jeunes. Les rouges sont en général très aromatiques, offrent des tanins bien marqués et des notes de fruits rouges, de fleurs, d'épices. Ils atteignent leur plénitude entre 3 et 5 ans mais peuvent être de bonne garde.

## Source
- INAO [source insuffisante]